# Liste der Naturdenkmäler in Bünde
Die Liste der Naturdenkmäler in Bünde führt die Naturdenkmäler der Stadt Bünde auf.

## Außenbereich
| Nr.      | Bezeichnung                                                              | Lage                                  | Bemerkungen             | Bild |
| -------- | ------------------------------------------------------------------------ | ------------------------------------- | ----------------------- | ---- |
| 3.3.1.16 | 2 Eichen an der westlichen Seite der Hofeinfahrt zu Oberahler Weg Nr. 41 | Oberahle 52° 11′ 23″ N, 8° 30′ 57″ O  |                         |      |
| 3.3.1.20 | 1 Eiche („Siegeseiche“) am evangelischen Jugendheim Ahle                 | Ahle 52° 11′ 38″ N, 8° 31′ 32″ O      | gepfl. 18. Oktober 1913 |      |
| 3.3.1.33 | 1 Linde auf der Hoffläche bei Hunnebrock-Nienburg an der Neuen Else      | Hunnebrock 52° 11′ 6″ N, 8° 33′ 44″ O | Restbaum Torbogen       |      |
| 3.3.1.35 | 1 Linde auf dem Grundstück Wiehenstraße 170                              | Dünne                                 |                         |      |
| 3.3.1.37 | 49 Eichen auf der Hoffläche Werfener Str. 172                            | Werfen 52° 10′ 56″ N, 8° 33′ 16″ O    |                         |      |

## Innenbereich
| Nr.               | BezeichnungKirchlengern                | Lage                                               | Bemerkungen        | Bild |
| ----------------- | -------------------------------------- | -------------------------------------------------- | ------------------ | ---- |
| BÜ 1              | Mammutbaum (Metasequoia glypto)        | Kleiner Bruchweg 11                                |                    |      |
| BÜ 3              | Blutbuche (Fagus sylv 'Purpurea')      | Bahnhofstraße 44                                   |                    |      |
| BÜ 4              | Rotbuche (Fagus sylvatica)             | Bahnhofstraße 46                                   |                    |      |
| BÜ 5–6            | 2 Bergahorne (Acer pseudoplatanus)xi   | Kleiner Bruchweg                                   |                    |      |
| BÜ 7–8            | 2 Hängebuchen (Fagus sylv 'Pendula')   | Blankener Straße                                   |                    |      |
| BÜ 10             | Ginkgo (Ginkgo biloba)                 | Kaiser-Wilhelm-Straße                              | über 100 Jahre alt |      |
| BÜ 12             | Stieleiche (Quercus robur)             | Stadt- und Amtsfriedhof                            | ca. 200 Jahre alt  |      |
| BÜ 13             | Ungarische Eiche (Querc frainetto)     | Eschstraße                                         |                    |      |
| BÜ 15             | Esche (Fraxinus excelsior)             | Zillestraße 89                                     |                    |      |
| BÜ 16             | Stieleiche (Quercus robur)             | Engerstraße 72                                     | über 300 Jahre alt |      |
| BÜ 17             | Rotbuche (Fagus sylvatica)             | Werfer Straße 52° 11′ 1″ N, 8° 34′ 20″ O           |                    |      |
| BÜ 18             | Winterlinde (Tilia cordata)            | Wittemeierweg                                      |                    |      |
| BÜ 19             | Stieleiche (Quercus robur)             | Paul-Gerhardt-Straße 19 52° 10′ 44″ N, 8° 34′ 6″ O |                    |      |
| BÜ 20–21          | 2 Stieleichen (Quercus robur)          | Kantstraße 5                                       |                    |      |
| BÜ 23             | Stieleiche (Quercus robur)             | Kantstraße 7                                       |                    |      |
| BÜ 24–25          | 2 Stieleichen (Quercus robur)          | Liebermannstraße 52                                |                    |      |
| BÜ 28             | Stieleiche (Quercus robur)             | Heidestraße 118                                    |                    |      |
| BÜ 29             | Stieleiche (Quercus robur)             | Albert-Schweitzer-Straße 101                       |                    |      |
| BÜ 30             | Stieleiche (Quercus robur)             | Alter Postweg 77                                   |                    |      |
| BÜ 31             | Stieleiche (Quercus robur)             | Werfer Straße 367                                  | über 200 Jahre alt |      |
| BÜ 32             | Stieleiche (Quercus robur)             | Schierholzstraße 61                                | über 200 Jahre alt |      |
| BÜ 33             | Stieleiche (Quercus robur)             | Osnabrücker Straße 343                             | über 200 Jahre alt |      |
| BÜ 34             | Stieleiche (Quercus robur)             | Mühlenfeldstraße 102                               |                    |      |
| BÜ 35             | Rotbuche (Fagus sylvatica)             | Mühlenfeldstraße 102                               |                    |      |
| BÜ 37             | Rosskastanie (Aesculus hippocastanum)  | Karrenbruch 123                                    | über 100 Jahre alt |      |
| BÜ 39             | Winterlinde (Tilia cordata)            | Wiehenstraße 191                                   |                    |      |
| BÜ 42             | Stieleiche (Quercus robur)             | Klussttraße/Raiffeisenstraße                       |                    |      |
| BÜ 43             | Winterlinde (Tilia cordata)            | Kirche Dünne                                       |                    |      |
| BÜ 46–48          | 3 Stieleiche (Quercus robur)           | Kirche Dünne                                       |                    |      |
| BÜ 50             | Winterlinde (Tilia cordata)            | Dünner Klus                                        |                    |      |
| BÜ 51             | Stieleiche (Quercus robur)             | Lübbecker Straße 78                                |                    |      |
| BÜ 52, 54, 56, 57 | 4 Pyramideneichen (Quercus rob 'Fast') | Stadt- und Amtsfriedhof                            | ca. 120 Jahre alt  |      |
| BÜ 53             | Winterlinde (Tilia cordata)            | Stadt- und Amtsfriedhof                            | ca. 150 Jahre alt  |      |
| BÜ 58             | Ginkgo (Ginkgo biloba)                 | Hindenburgstraße 21                                | ca. 130 Jahre alt  |      |
| BÜ 59             | Sumpfzypresse (Taxodium distichum)     | Hindenburgstraße 21                                | ca. 150 Jahre alt  |      |
| BÜ 60             | Hängebuche (Fagus sylv 'Pendula')      | Eschstraße                                         | ca. 175 Jahre alt  |      |
| BÜ 61–63          | 3 Stieleichen (Quercus robur)          | Dorfstraße                                         | ca. 130 Jahre alt  |      |
| BÜ 64             | Stieleiche (Quercus robur)             | Albert-Schweitzer-Straße 101                       |                    |      |
| BÜ 65             | Sumpfzypresse (Taxodium distichum)     | Bismarckstraße 7                                   | über 100 Jahre alt |      |
| BÜ 66             | Hainbuche (Carpinus betulus)           | Zillestraße 87                                     |                    |      |